# Agia Fócia

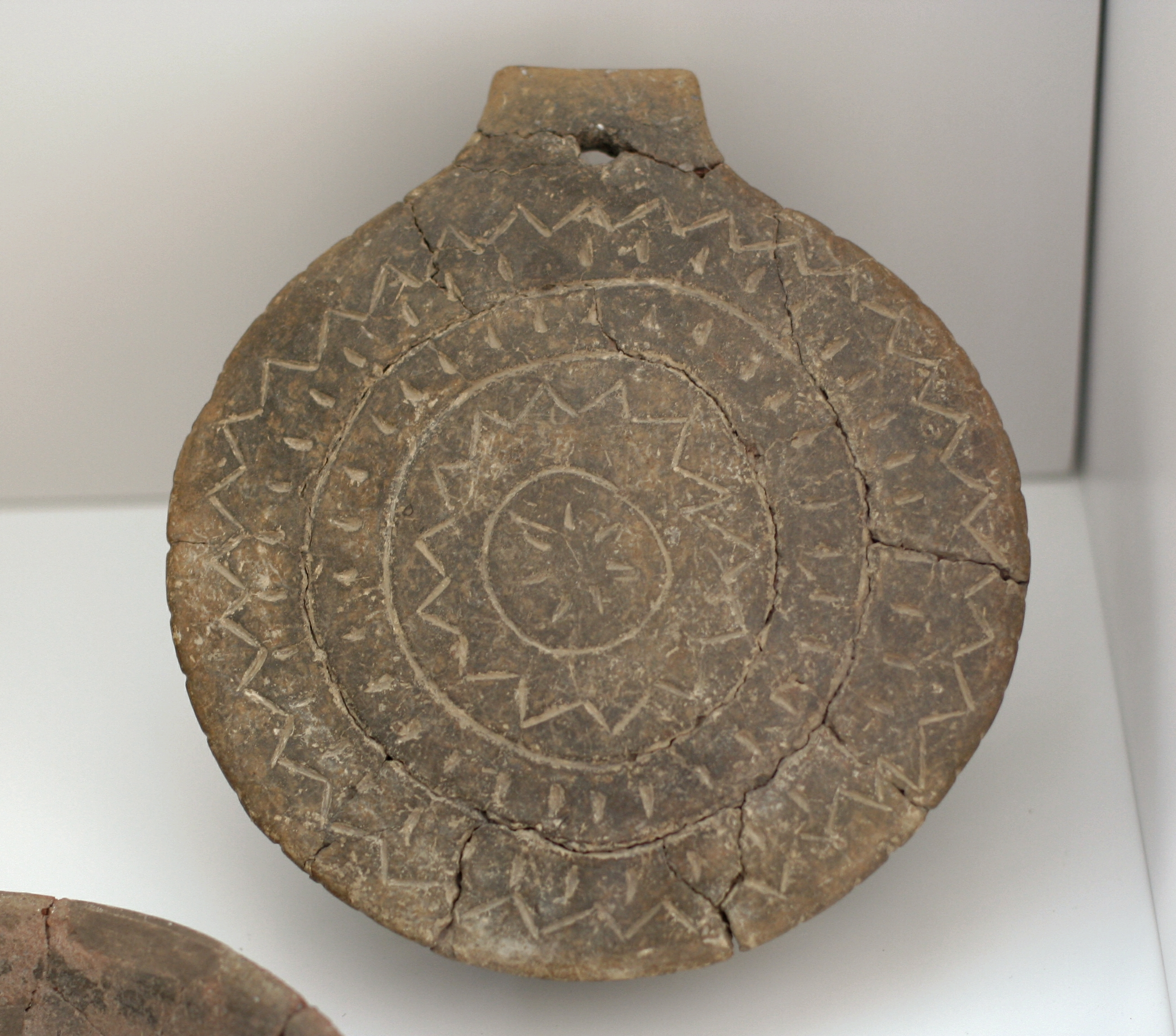
"Frigideira" do tipo cicládico encontrada na necrópole de Agia Fócia

Agia Fócia (em grego:  Αγιά Φωτιά) é um sítio arqueológico de um edifício fortificado minoico em Creta, a cinco quilômetros da atual cidade de Siteía. Sua ocupação pode ser datada do Minoano Antigo I, em que foi encontrada cerâmica com tipologia semelhante à das ilhas Cíclades, que é anterior.

## Arqueologia
O edifício de Agia Fócia tem 37 salas com a porta voltada para um pátio central, mas que não necessariamente conectam salas adjacentes. Foi construído originalmente no Período Minoico Médio IA (2000-1925 a.C.) com uma parede fortificada ao redor. As fortificações são importantes, já que poucos assentamentos minoicos tem evidências de muralhas ao seu redor. Os outros assentamentos fortificados minoicos são do período pré-palaciano, porém Agia Fócia é do período palaciano antigo. Três contrafortes ao longo da parede norte de frente ao mar e uma quarto no canto sudoeste da parede exterior são similares aos contrafortes das fortificações de Lerna, na Argólida e Calandriani, em Siro.
O local foi abandonado no Minoano Médio IA e estruturas circulares foram construídas sobre as ruínas durante o Minoano Médio IIA. As estruturas podem ser tumbas tolos e seriam as mais ao norte e oeste deste tipo na ilha. Muitos dos itens nas tumbas são das ilhas Cíclades, e podem indicar que Agia Fócia foi uma colônia cicládica.